# سكوت ريتشاردسون (دراج)
سكوت ريتشاردسون (بالإنجليزية: Scott Richardson)‏ هو دراج جنوب أفريقي، ولد في 28 مايو 1971.

## وصلات خارجية
- سكوت ريتشاردسون على موقع إحصائيات الدراجات الإحترافية (الإنجليزية)
- سكوت ريتشاردسون على موقع أوليمبيديا (الإنجليزية)